# Дебелоклюна китова птица
Дебелоклюната китова птица (Pachyptila crassirostris) е вид птица от семейство Буревестникови (Procellariidae).

## Разпространение
Видът е разпространен в Нова Зеландия и Хърд и Макдоналд.